# Błękitek (ryba)
Błękitek, putasu (Micromesistius poutassou) – gatunek ryby z rodziny dorszowatych (Gadidae).

## Występowanie
Północny Atlantyk, od południowej części Morza Barentsa, wschodniego Morza Norweskiego, Islandii, południowej Grenlandii i południowej Kanady na północ, po przylądek Ras Budżdur w Saharze Zachodniej oraz północne wybrzeże USA na południu, oraz zachodnia część Morza Śródziemnego. Brak go w Morzu Północnym oraz w Bałtyku.
Żyje na szelfie kontynentalnym oraz stoku kontynentalnym na głębokości 150–3000 m (zazwyczaj 300–400 m). W dzień trzyma się dna, nocą wędruje ku powierzchni.

## Cechy morfologiczne
Osiąga średnio 22 cm długości (max. 50 cm długości i 830 g masy ciała). Linia boczna wzdłuż całego ciała. Na pierwszym łuku skrzelowym 27–33 wyrostki filtracyjne. Płetwy grzbietowe szeroko rozstawione, odstęp między drugą i trzecią płetwą większy niż szerokość pierwszej płetwy grzbietowej. W płetwach grzbietowych 24–28 promieni; w płetwie odbytowej 33–39 promieni. 
Ubarwienie grzbietu niebiesko-szare, brzuch biały. Czasem przy podstawie płetw piersiowych niewielka czarna plamka. 

## Odżywianie
Żywi się głównie niewielkimi skorupiakami, ale większe osobniki mogą zjadać małe ryby i głowonogi. 

## Rozród
Dojrzewa płciowo w wieku 3–5 lat. Trze się wczesną wiosną (III–IV), w cieplejszych wodach również zimą (I–II). Samica składa do 150 000 ziaren ikry. Ikra jest pelagiczna, okrągła, nielepka. Embrion ma dwa rzędy chromatoforów na czubku pyska i pięć–sześć wzdłuż ciała. W temperaturze 10,5 °C wylęg następuje po 4 dniach; w temperaturze 8 °C po 11,5 dnia.

## Znaczenie

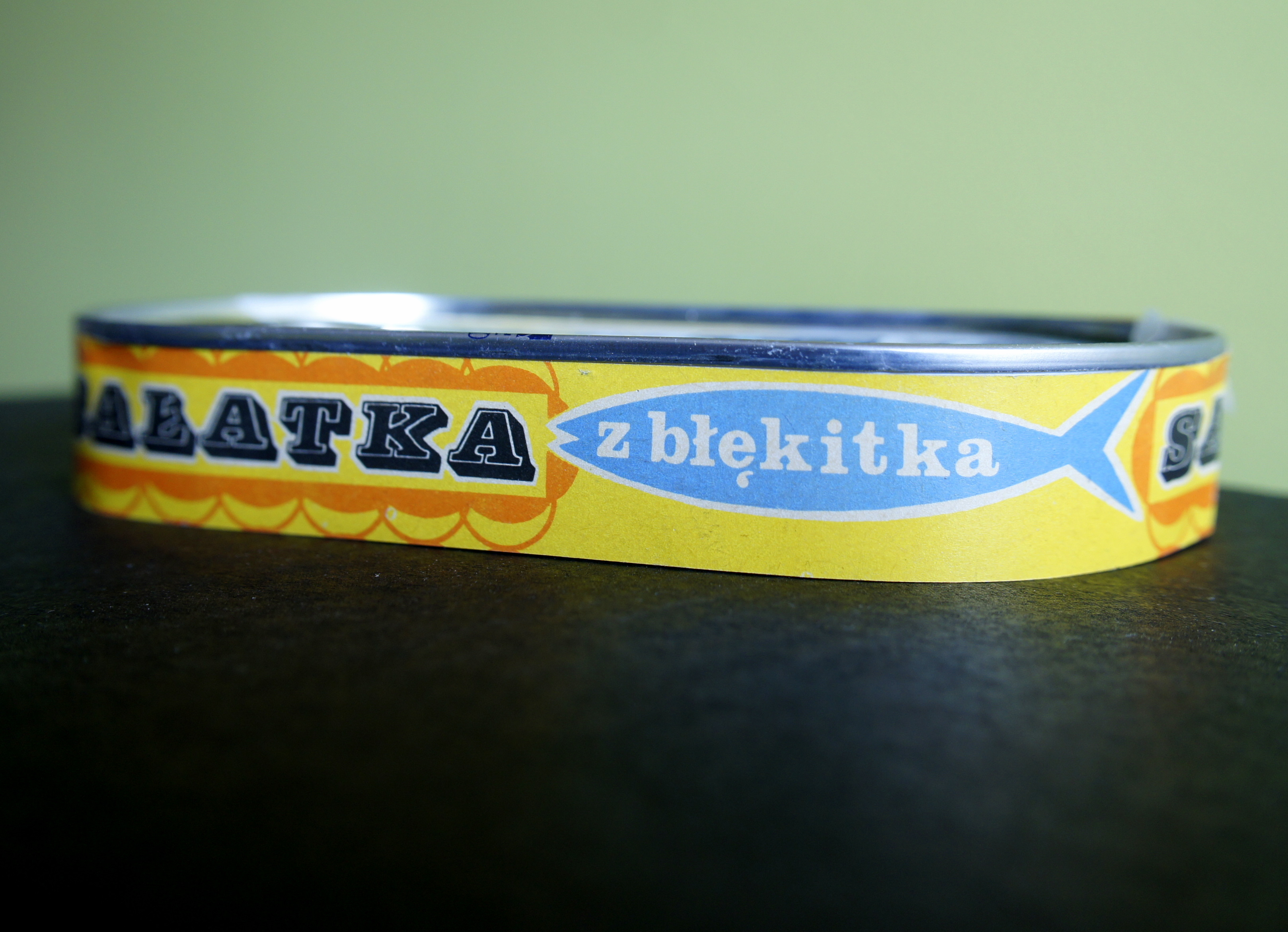
Konserwa z okresu PRL (lata 80. XX wieku)

Ma duże znaczenie w rybołówstwie. Sprzedawany świeży i mrożony oraz przetwarzany na olej, mączkę rybną i w konserwowej postaci mieszanej (sałatka).